# Cnemidophorus longicaudus
Cnemidophorus longicaudus är en ödleart som beskrevs av  Bell 1843. Cnemidophorus longicaudus ingår i släktet Cnemidophorus och familjen tejuödlor. Inga underarter finns listade i Catalogue of Life.